# 瓜地馬拉革命
瓜地馬拉革命（西班牙語：Revolución de Guatemala）是瓜地馬拉歷史中的一段時期，起於1944年獨裁者豪爾赫·烏維科遭群眾起義推翻，迄於美國策劃的1954年瓜地馬拉政變導致總統哈科沃·阿本斯下台。眾稱此時期為＂十年之春＂（Diez años de primavera），為瓜地馬拉自1930年至1996年內戰結束之間多年來少數有施行代議民主制的歲月，而這段時間裏實施的土地改革計劃更是對拉丁美洲影響深遠。
從十九世紀末到1944年，瓜地馬拉由一系列的威權統治者治理，他們都透過支持咖啡外銷來強化瓜地馬拉經濟。1898年至1920年間，曼努埃爾·何塞·埃斯特拉達·卡夫雷拉總統給予專門貿易熱帶水果的美國公司聯合果品諸多特權，該公司並剝奪了許多原住民的公共土地。在1931年至1944年豪爾赫·烏維科任內，情勢變本加厲，不僅勞動條件更加惡化，國家更往警察國家發展。
1944年6月，一場由大學生與勞工團體主導的爭取民主群眾運動迫使烏維科下台。烏維科下台前指派組成以费德里科·龐塞·瓦尔德斯為首的三人軍政府取代自己原本的位置。該軍政府延續烏維科的高壓政策，不過1944年軍政府被阿本斯領導的軍事政變推翻，該政變在當地又名＂十月革命＂。政變要角雖也組成軍政府，但旋即開放公開選舉。選舉由進步派哲學教授胡安·何塞·阿雷瓦洛取得壓倒性勝選。阿雷瓦洛施行較溫和的社會改革，包括成功地提升識字率以減少文盲的掃盲計劃，以及改良大型自由選舉程序，儘管不識字的女性仍無投票權且共產黨仍被禁止。
阿雷瓦洛任期於1951年結束後，阿本斯也以雪崩式勝利贏得大選。阿本斯延續了阿雷瓦洛的改革，並著手進行更大膽的土地改革，稱之為900政策。900政策內容即為，大地主未耕作的土地將被沒收並分配給貧苦農民，而地主會拿到一些補償。此政令估計約惠及50萬人左右。受惠者大多為西班牙入侵後祖先被剝奪土地的原住民。阿本斯的政策與聯合果品公司產生嚴重衝突，後者損失不少未耕作的土地。聯合果品公司遂向美國政府進行遊說，意圖推翻阿本斯政權，而美國國務院則藉口阿本斯為共產黨員，並推動政變工程回應聯合果品的遊說。卡洛斯·卡斯蒂略·阿馬斯掌權成為軍政府首腦，引發瓜地馬拉內戰。內戰從1960年持續到1996年，期間美國支持的軍方對馬雅原住民進行種族滅絕，並廣泛地侵害平民人權，建立了独裁政府。

## 背景

### 二十世紀初期

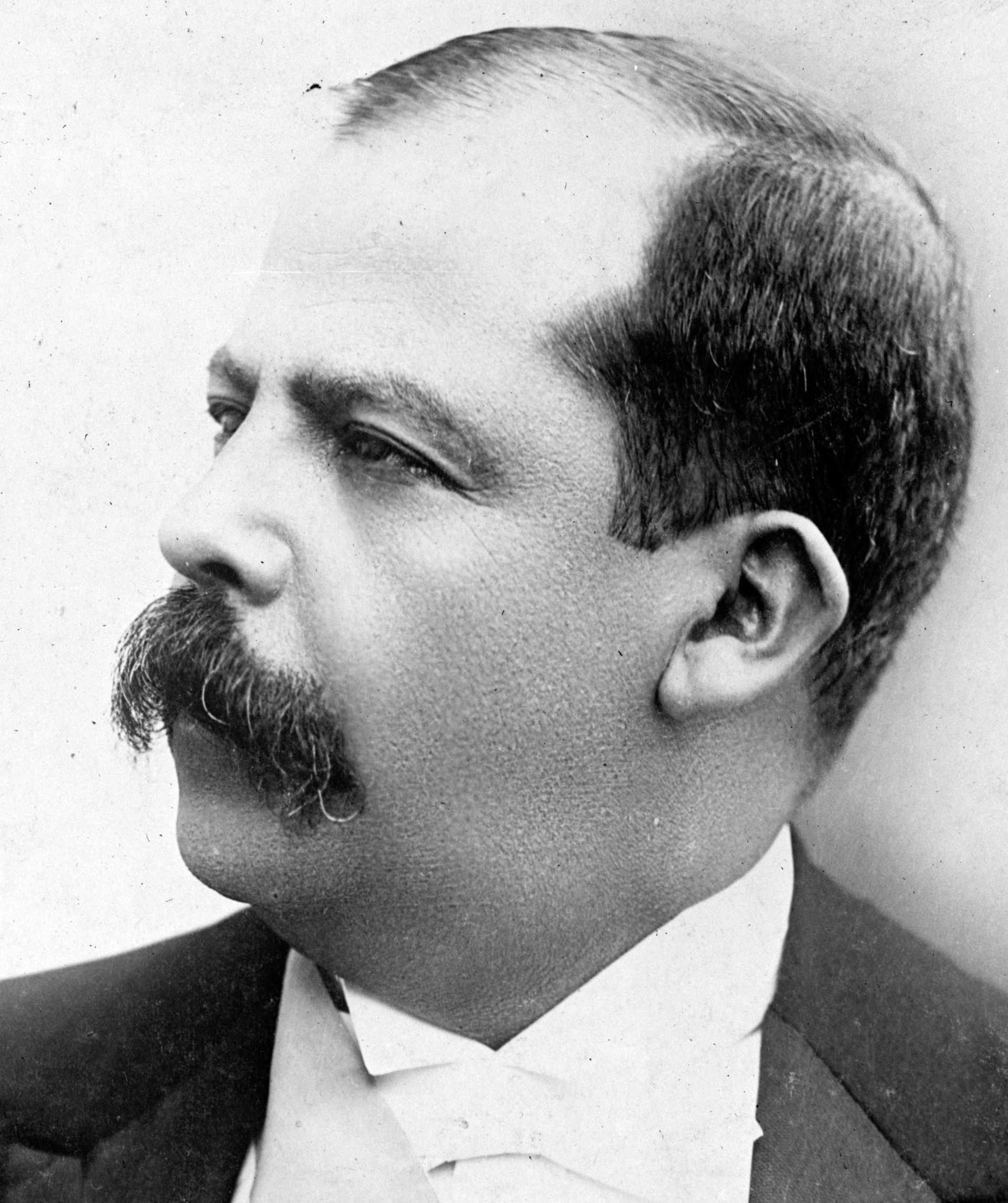
曼努埃爾·何塞·埃斯特拉達·卡夫雷拉，渠於1898年至1920年任總統。卡夫雷拉賦予美商聯合果品公司大量特權。

在1524年西班牙入侵之前，瓜地馬拉的人口主要由馬雅人構成。西班牙征服此地後帶來一套由富有的歐洲地主監管奴隸與不自由勞動者的經濟系統。然而，19世紀末前瓜地馬拉原住民仍高度保有其公共土地。19世紀末，全球對咖啡的需求大增，咖啡出口逐漸成為瓜地馬拉政府的重要收入來源。於是，國家通過可奪取印地安人土地的法令、鬆綁勞動法規讓種植園可以使用強迫勞動的勞工，全力支持咖啡栽種產業。
以美國為根基的聯合果品公司就是收購了大量瓜地馬拉國家土地與原住民土地之眾多外國公司的其中一家。 曼努埃爾·何塞·埃斯特拉達·卡夫雷拉總統在1898年至1920年間允許瓜地馬拉鄉村地區進行有限的工會化，但也同時對聯合果品公司作出更多讓步。1922年，瓜地馬拉共產黨成立，共產黨獲得都市勞工不少支持，但對鄉村地區與原住民族群幾乎沒有影響力。1929年，受到大蕭條影響，瓜地馬拉經濟崩潰，失業率飆升，導致工人與勞動者浮動不安。基於害怕革命可能爆發，持有土地的精英們紛紛支持豪爾赫·烏維科，烏維科在省長任內以又殘暴又有效率而聞名。1931年烏維科贏得選舉，不過該次選舉只有他一位候選人獨立參選。

### 烏維科的獨裁統治

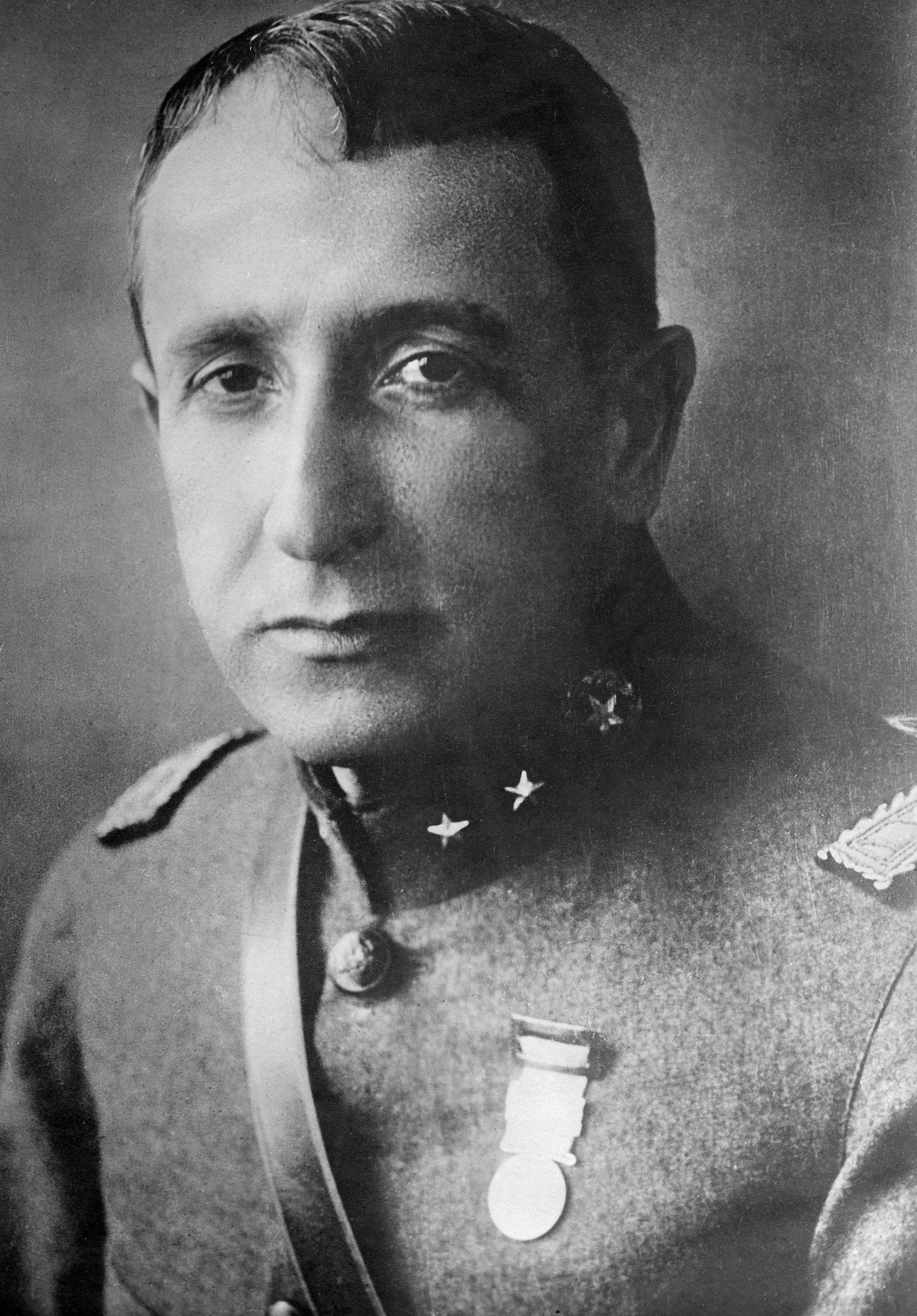
瓜地馬拉獨裁者豪爾赫·烏維科，任期為1931年至1944年。他通過令地主可以使用致命武力保護自身財產的法律。

烏維科競選總統時發表聲明表示自己支持勞工運動，當選後卻快速轉向威權政策立場。他廢除原有的勞動負債擔保制度，並以流浪法代之，流浪法要求所有無土地的工作及齡男子做100天的粗活。除此之外，國家還要印地安人無償勞動建設公路、鐵路等基礎設施。烏維科還把工資凍結在很低的水準，並通過法律讓地主可以用任何手段保護其財產而完全不用因此被起訴，演變成歷史學家所描述的謀殺合法化。烏維科大幅強化警力，使瓜地馬拉的警察成為當時拉丁美洲最殘暴而有效率的警察。警察被賦予更大的權限可以射殺或囚禁任何疑似違反勞動法規的民眾。結果這些法規導致農民對烏維科強烈反感。 烏維科高度蔑視該國的原住民，曾一度稱他們驢子跟差不多。
烏維科對歐洲的法西斯主義領導者如佛朗哥、墨索里尼等充滿憧憬。不過他並不像歐洲的法西斯主義者視美國為敵，他反而把美國視為對抗假想敵墨西哥共產黨的盟友。1941年美國對德國、日本宣戰，烏維科隨即按美國指示逮捕瓜地馬拉境內的德裔人士，藉此爭取美國支持。他允許美國在瓜地馬拉設立一處空軍基地來保護巴拿馬運河。烏維科也像他的前任總統們一樣，給予聯合果品公司諸多特權，授予聯合果品公司200,000公頃（490,000英畝）的公有地，換取聯合果品公司建設港口的承諾，但後來又以經濟危機為由，免除聯合果品公司建設港口的義務。自從聯合果品公司進入瓜地馬拉以來，聯合果品公司就一直用迫遷農民的方式來擴張自己的土地所有權，把農民的農地改造成香蕉種植園。整個過程在烏維科統治下加速進行，烏維科政權根本沒有採取任何措施阻止聯合果品公司。

## 十月革命

### 1944年六月大罷工
第二次世界大戰的爆發導致瓜地馬拉經濟不穩。烏維科為了因應局勢對任何形式的示威遊行及持異議者進行更殘忍的打壓。1944年，鄰國薩爾瓦多爆發棕枝主日群眾叛亂，一度短暫地推翻獨裁者馬克西米利亞諾·埃爾南德斯·馬丁內斯。然而，馬丁內斯很快地集結仍忠誠的軍隊擊敗叛軍，重新奪回政權（雖然也只又苟延殘喘地在位將近一個月），導致大量的薩爾瓦多革命人士流亡瓜地馬拉。不約而同地，瓜地馬拉市的聖卡洛斯大學也同時爆發了一系列的示威抗議。烏維科於1944年6月22日凍結憲法來應對混亂的事態。示威者至此已不僅是學生與工人，更包含許多中產階級成員，示威者揚言發動大罷工，並於隔日遞交最後通牒給烏維科，要求立即恢復憲法。示威者還遞給他一份有311位知名瓜地馬拉人所聯署的陳情書。烏維科派出警察朝群眾開槍，干擾示威進行，並宣佈戒嚴。 示威群眾於是和軍方展開長達一星期的衝突，反叛勢力取得上風。6月底，烏維科向國會遞出辭呈，大街小巷的示威者歡欣鼓舞地慶祝。
但民主並未隨著烏維科的辭職降臨。烏維科臨走前指派龐塞·維德斯（Federico Ponce Vaides）、艾瓦多·阿里薩（Eduardo Villagrán Ariza）、皮內達（Buenaventura Pineda）等三位將領組成軍政府領導臨時政府。數日後，龐塞·維德斯說服國會指派他當過渡總統。龐塞一面保證會盡快舉行選舉，但另一面又同時鎮壓示威。龐塞過渡時期，新聞自由遭到凍結，任意羈押民眾的狀況持續，且禁止紀念示威中被殺害的革命者。然而，示威已經成長到政府無以撲滅的地步，甚至鄉村地區都開始組織反獨裁活動了。政府開始以警力恫嚇原住民，已祈能維護軍政府掌權至即將到來的選舉。結果反而造成部分民眾轉而支持武裝革命。至此，軍隊開始對軍政府不抱幻想，開始籌劃政變。

### 龐塞·維德斯代理總統的過渡時期
1944年10月1日，主流反對派報紙的編輯亞力罕卓·科多瓦（Alejandro Cordova）遭到暗殺。政變策劃者開始跟街頭示威者的要角暗通款曲進行聯繫，意在將政變轉變成獲群眾支持的起義。不久後，龐塞·維德斯宣佈展開選舉，但爭取民主群眾卻指稱選舉為造假，並指責龐塞·維德斯試圖操縱選舉。龐塞·維德斯企圖玩弄瓜地馬拉不同種族族群間的緊張關係來穩定自己的政權。支持革命最具聲勢的群眾主要來自拉迪諾人、混血人口與西班牙後裔三個族群。龐塞·維德斯想利用這三個族群對印地安人的恐懼，於是付錢號召上千名原住民農民在瓜地馬拉市遊行表達對他的支持，並允諾原住民只要支持當初幫助烏維科進行獨裁統治的瓜地馬拉自由黨，他就會給予原住民土地。
10月中旬，爭取民主群眾中的不同職業包含老師、學生、進步派軍人都開始發動各式各樣的計畫想要推翻軍政府。10月19日政府方面得知其中一項陰謀的情報。同日，一小群軍官發動政變，主要的領導者為弗朗西斯科·哈維爾·阿拉納與哈科沃·阿本斯。 雖然政變最初主要由阿本斯與山多沃少校謀劃，但山多沃說服阿拉納加入政變行列；山多沃本人最後反而膽怯失去勇氣沒有參加政變行動。政變後次日，他們得到其他軍方派系及民間團體加入。起初，戰鬥不利於革命派一方，但在經過一場呼籲群眾支持的聲明後，革命派的行伍湧入大量工會份子與學生，他們最終制服了仍忠於龐塞·維德斯的軍警。10月20日，龐塞·維德斯宣佈無條件投降。

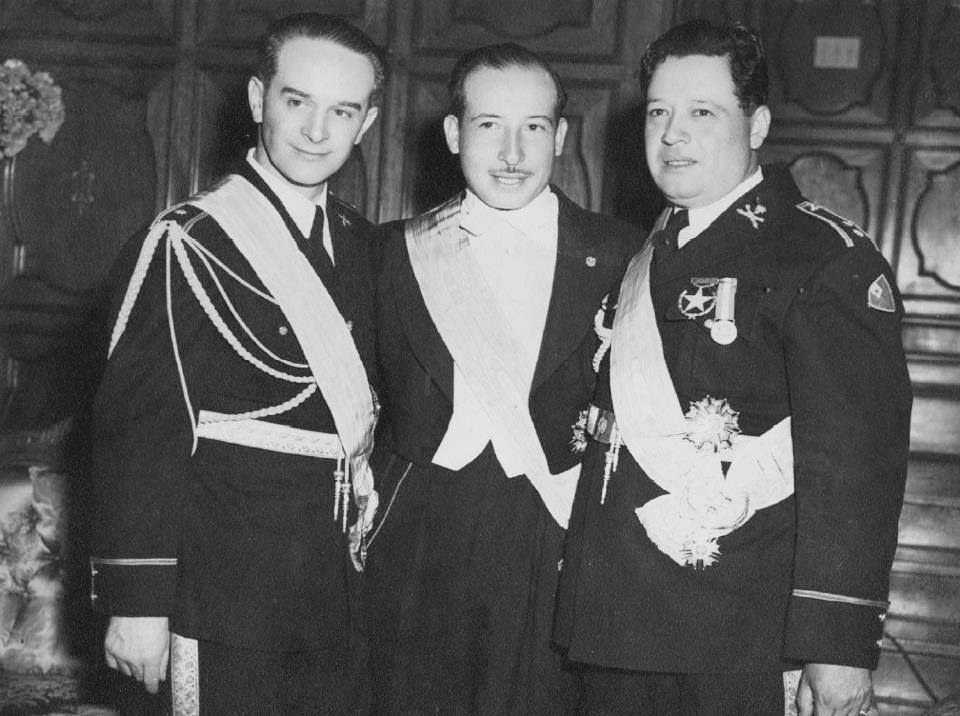
（左起）阿本斯、托里埃略與阿拉納，三人見證十月革命後從軍政府到民選政府的轉變。

一如烏維科的下場，龐塞·維德斯被允許安全地離開瓜地馬拉。軍政府的三個位子被阿本斯、阿拉納與一位在示威遊行中扮演要角的上流社會青年豪尔赫·托里埃略三人所取代。雖說阿拉納較晚才參與政變陰謀，但他的變節連帶造成原本守衛總統府的榮譽衛隊倒戈加入革命方陣營。因此，阿拉納得以取得軍政府中的重要一席。軍政府成立後向總統府、國會與制憲議會保證會進行自由且公開的選舉。
部份學者認為龐塞·維德斯的投降與新軍政府的成立算是瓜地馬拉革命的開端。然而，革命軍政府並未立刻威脅到精英地主的利益。龐塞·維德斯下台兩日後，一場暴力示威在印第安小村莊帕齊西亞爆發。新軍政府旋即以殘忍鎮壓回應，撲滅了示威者聲音，死亡民眾包含女人與小孩。

### 阿雷瓦洛的選舉
胡安·何塞·阿雷瓦洛·貝爾梅霍生於1904年，在中產階級的家庭中成長。阿雷瓦洛曾任職小學教師一陣子，赴拉普拉塔大學取得教育哲學博士學位及獎學金。1934年返抵瓜地馬拉，在教育部求職。 但因不安於烏維科的獨裁統治，他回絕了原本夢寐以求的職位。他離開自己的國家到阿根廷任教，1944年才又回到瓜地馬拉。1944年7月，俗稱＂老師黨＂的瓜地馬拉國家復興黨成立，阿雷瓦洛獲該黨提名參選。在一股前所未料的支持聲浪中，阿雷瓦洛得到包含學生聯合會等許多主流示威組織的擁護。他的學術背景以及他過去跟獨裁統治較無瓜葛，使他得到學生與老師的青睞。再加上，他過去在保守的阿根廷的求學，而不是在充滿革命的墨西哥求學，使得地主們比較不擔憂他會推行社會主義、共產主義之類的激烈改革。
1944年的瓜地馬拉總統大選在12月展開，雖然這次選舉只有能識字的男人可以投票，但那次選舉在當時普遍被認為自由而公平。 至少不像之前類似的歷史情況，沒有任何一個軍政府成員站出來參選。票數與阿雷瓦洛最接近的對手雷西諾斯，被人認出競選團隊中有數名烏維科政權的成員。選票在1944年12月19日進行了計票，阿雷瓦洛的得票是其他候選人票數總和的四倍多，得票率高達86.25%，取得選舉大勝。

## 阿雷瓦洛任總統
阿雷瓦洛於1945年3月15日上台執政，接掌自獨立124年來的遲滯不前、充滿各種社會與經濟問題、三百萬國民的生活品質實質倒退、國民的營養不良與健康不佳並非罕象的瓜地馬拉。儘管烏維科任內的政策利用不必支薪的勞動力建設公共道路，但國內的交通運輸嚴重殘缺。四分之三的勞動力從事農業，幾乎不存在任何工業。
在都市，老練的銀行員月薪大概是90美金，勞動力集中在外資企業，四萬人直接或間接仰賴聯合果品公司及其子公司的鼻息度日。勞工和中產階級為數雖少，但數量逐漸增長，迷失在瓜地馬拉的傳統架構中。
在鄉村，農地多在富裕地主手上，2%的富裕地主持有國家將近四分之三的農地，但僅其中1%有進行耕作。人口的激增迫使每個小農能分到得農地越來越少，90%的小農僅持有15%的可耕地。原住民農民要不是沒地栽種，就是因農地太小而難以維持生計。印地安人的生活被綁定在大種植園中，服從＂以工代稅＂（In lieu of taxes）的古老體制，每年必須在種植園中付出150天的勞動。瓜地馬拉雖於1824年廢除奴隸制，但在鄉村這種普遍存在的非自願勞動早已行之有年，到1945年仍然持續。全國有七成民眾是目不識丁的文盲人口，但印地安人的文盲情況卻更嚴重，高達95%都是文盲。若以族群來看當時瓜地馬拉人的平均壽命，拉迪諾人約可活50歲，印地安人則僅40歲。

### 意識型態
阿雷瓦洛稱自己的意識型態為“精神社會主義”（Socialismo Espiritual）。他深信唯有透過家長式的政府，才能緩解多數瓜地馬拉人的落後。他強烈反對古典馬克思主義，並相信規範良好的資本主義社會可以造福全體國民。 阿雷瓦洛就職後，他的思想被反映在瓜地馬拉議會批准的新憲中，該憲堪稱是當時拉丁美洲最先進的憲法。新憲除了不識字的女人外，大家都有投票權，新憲下放權力，將國家大權去中心化，且為多黨並存的政治系統提供保障。共產黨則被禁止。這部憲法與阿雷瓦洛的社會主義思想為接下來阿雷瓦洛和阿本斯頒布的改革打下基礎。儘管後來美國政府抹黑阿雷瓦洛的革命思想是激進共產主義，但實際上阿雷瓦洛的想法非但沒有顯著左傾，反而還很堅定地反共。阿雷瓦洛對瓜地馬拉的經濟願景是非常重視民營企業的。

### 勞工運動
1944年的革命並未撼動到勞工組織的對手，如地主精英與聯合果品公司的地位。阿雷瓦洛的當選無疑是為工會注入強心針。1944年的示威強化了勞工運動，迫使龐塞·維德斯放棄執行流浪法，1945年的新憲更直接廢止流浪法。1945年5月1日，阿雷瓦洛發表演說慶祝勞工得以組織，得到廣泛地正面回應。新憲法所保障的新聞自由也讓大眾注意到瓜地馬拉市殘酷的勞動條件。早從很久以前，工會就落入兩大陣營，共產黨的工會跟非共產黨的工會，只不過在烏維科的鎮壓性政策下，兩派工會都地下化了，直到革命後才又浮上檯面。
烏維科時期被關押的共產黨領袖後來被釋放出來，強化了瓜地馬拉的共產黨運動。這些被釋放共產黨領袖包括米格爾·瑪墨（Miguel Mármol）、維多·曼努埃·古鐵列茲、格拉榭拉·賈西亞（Graciela García），較不尋常的是，格拉榭拉·賈西亞是當時不被允許加入共產黨的女性。共產黨自此開始在首都發展組織，並成立名為＂清澄學校＂（Escuela Claridad）的勞工學校，傳授讀書寫字，並協助組織工會。清澄學校成立六個月後，遭阿雷瓦洛總統勒令關閉，並將非瓜地馬拉籍的共產黨領袖全數驅逐出境。不過，共產黨運動得到了教師工會撐腰，還是生存了下來。
阿雷瓦洛對非共產黨的工會的反應是繁雜的。1945年，他宣佈所有鄉村地區少於500人的工會為非法工會，而這差不多包涵了所有的種植園。聯合果品公司的香蕉工人工會是少數大到足以從該法生存下來的工會，1946年該工會組織罷工，導致阿雷瓦洛禁止國內所有罷工，並表示直到新的勞工法訂定才做解禁。此舉造成部份雇主用各種影響力拖延勞工法通過，好讓他們能用有利條件剝削勞工到最後一刻。瓜地馬拉的眾多工會也因美國政府勸服美國勞工聯合會創立國際區域勞工組織（Organización Regional Internacional del Trabajo，ORIT）而受害，該組織的反共立場極為強硬。
儘管遭遇強立的反對，但到1947年各工會還是組織出了足夠的支持力道來推動國會通過新勞動法。從各種不同角度而言，新勞動法有許多革命性的改革；它禁止以＂年齡、種族、性別、國籍、宗教信仰或政治歸屬＂作為區分不同薪資水準的基礎。它提供了一系列工作場域的健康與安全準則，並設定每日工時不得超過8小時、週工時不得超過45小時的標準，不過國會最後屈從於種植園主的壓力，使種植園免受上述規範。該法還要求種植園主應為種植園工人子弟建設小學，並添增工人位階之威嚴。儘管新勞動法中有多項規定自始至終都未被執行，但還是在1948年建立了一些行政機制，使該法部分規定得到系統性地實施。這部勞動法總體而言對瓜地馬拉勞權有正面影響，將平均工資提高了三分之一以上。

### 對外關係
阿雷瓦洛政權也試圖把民主思想擴張至海外。阿雷瓦洛上台不久便決定與獨裁者佛朗哥治下的西班牙斷交。在阿雷瓦洛當選後隔年的兩次美洲國家會議中，他倡議拉丁美洲的共和國不該承認和支持專制政權。但想當然耳，當時美國支持的中美洲獨裁政權為數不少，阿雷瓦洛倡議的落敗並不令人意外。作為回應，阿雷瓦洛於是宣佈瓜地馬拉與索摩查治下的尼加拉瓜及特魯希略治下的多米尼加兩國斷交。 阿雷瓦洛了解到跟這些拉丁美洲政府合作難以產生成果，遂轉而力挺加勒比聯盟，加勒比聯盟當時主張拉丁美洲各國應以民主取代獨裁統治，且必要時得採取武力手段。結果，區域中的各獨裁政權直接給阿雷瓦洛政權貼標籤，指稱該政權是共產黨。
阿雷瓦洛政權對中美洲聯邦的概念躍躍欲試，認為這是民主政權在區域中生存的唯一方法。他接觸了中美洲數個有民主選舉的國家，但皆遭到回絕，僅得到鄰國薩爾瓦多總統卡斯塔內達·卡斯楚贊同。兩位總統於是著手策劃聯盟事宜，並設立了幾個委員會研究這項議題。1945年末，兩國宣佈聯盟成立，但由於兩國都出現內部危機，只好推遲聯盟成形進程。1948年卡斯塔內達·卡斯楚被奧斯卡·奧索里奧領導的軍事政變推翻，聯盟之事於是告吹。

### 1949年的未遂政變
弗朗西斯科·哈維爾·阿拉納在十月革命後成為三人軍政府中的要角，也是軍階最高的軍官。阿拉納反對將權力讓渡給文人政府，試圖先延遲1944年的選舉，然後取消選舉。為了使阿雷瓦洛能順利執政，瓜地馬拉政府讓阿拉納擔任新設的＂瓜地馬拉武力首長＂（Jefe de las Fuerzas Armadas de Guatemala）一職，該職之位階高過國防部長，掌握全瓜地馬拉的軍官任命權，任期六年。1945年冬，阿雷瓦洛因捲入一場車禍而重傷，革命行動黨（簡稱PAR，1945年由瓜地馬拉國家復興黨及瓜地馬拉群眾自由陣線兩黨合併而來，18個月後又因部份黨員理念路線不合分裂）的高階黨員隨即與阿拉納協議，該黨將提名阿拉納於1950年參選總統，換取阿拉納抑制政變發生。 
地主精英害怕遭到阿雷瓦洛改革，見政局如此便開始拉攏阿拉納。阿拉納起初對捲入政治不感興趣，但不久後也開始偶發性地批評政府。阿拉納在1948年的國會選舉支持數名反對黨參選人，但最後他們都落選了。到了1949年，瓜地馬拉國家復興黨和革命行動黨都公開將阿拉納視為政敵，但阿拉納也得到了瓜地馬拉群眾自由陣線的一小部份人支持。左派政黨此時相信只有軍官能擊敗阿拉納，於是支持阿本斯。 
1949年7月16日，阿拉納向阿雷瓦洛遞發最後通牒，要求拔除內閣與軍中的阿本斯支持者，否則將發動政變。阿雷瓦洛卻將此消息知會阿本斯與其他左派領導人，並得到應該流放阿拉納的共識。兩天後，阿雷瓦洛與阿拉納會面，回程經過阿馬蒂特蘭榮光橋（Puente de La Gloria）時，阿拉納的坐駕遭到一小支阿本斯領導的軍隊阻截，阿拉納二話不說直接掏出短槍要求讓路。槍戰於是爆發，含阿拉納在內總共三人死亡。阿拉納在軍中的支持者憤而起兵造反，但終究因群龍無首，喋血一戰之後，叛軍隔日便談判投降。這場未遂政變造成約150人死亡200人受傷。阿拉納的支持者被流放國外，值得一提的是，日後接受中央情報局扶植而成為總統的卡洛斯·卡斯蒂略·阿馬斯也在其中。當時政府對整場政變相當低調，許多細節皆未公開。

## 阿本斯任總統

### 選舉
阿本斯在阿雷瓦洛的內閣中擔任國防部長，本身就是強大的總統參選人，在1949年的未遂政變中，阿本斯表現出對政府的堅定支持，更使他的名聲錦上添花。1950年，阿本斯獲得在經濟議題上相對溫和的國家整和黨（Partido de Integridad Nacional，簡稱PIN）提名參選總統，並快速地得到左派政黨、許多工會以及大黨革命行動黨的背書。此次選舉雖有十位參選人，但有政治實力挑戰阿本斯的沒幾個。部份上流社會與中產階級認為改革操之過急，力挺以第一票支持以色列建國而聞名於世的外交家賈西亞·葛蘭納多博士。阿本斯的另一位對手米格爾·伊迪戈拉斯·富恩特斯則是烏維科時期位居要津的高階軍官，伊迪戈拉斯·富恩特斯是所有反革命死硬派的擁護對象。競選中，阿本斯承諾選民深化改革，延續並擴張阿雷瓦洛的治理成果。1950年的瓜地馬拉總統大選於十一月15日舉行，文盲婦女無此次選舉之投票權，選舉過程平和公開，阿本斯以得票率65.44%當選。阿本斯於1951年三月15日就任總統。

### 阿本斯的個人背景

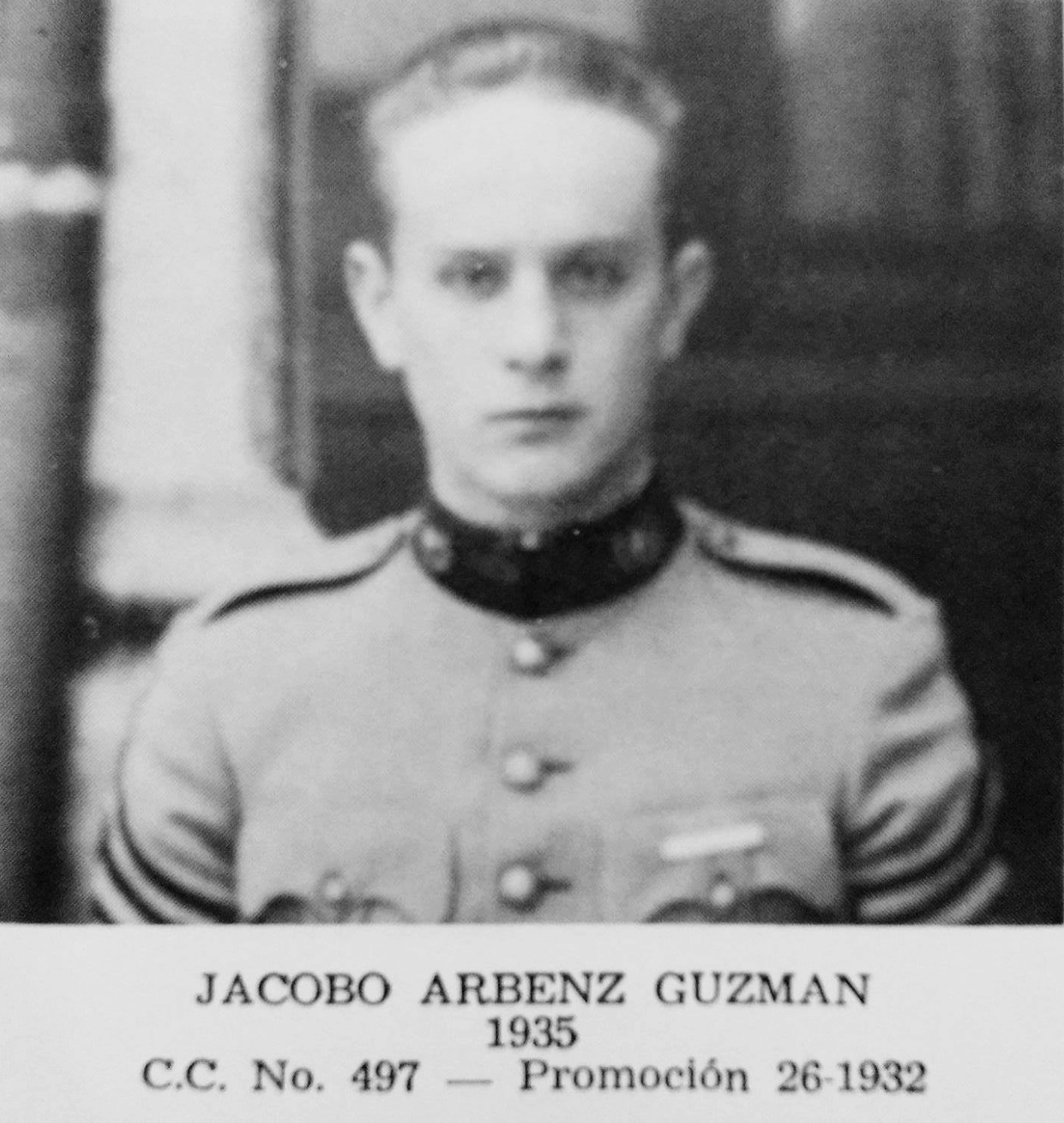
1932年的軍校生阿本斯。

阿本斯生於1913年一個瑞士裔的中產階級家庭。1935年阿本斯以優異成績從瓜地馬拉國家軍事理工學院畢業，之後在烏維科政權的陸軍任官。作為一名初階軍官，他被派去戒護以腳鐐相串的政治犯囚徒進行強制勞動。這種拿槍當工頭的差事帶給阿本斯很大的心理衝擊，激化了他的想法，阿本斯開始跟軍營外的勞工運動進行連繫。1938年他與瑪麗亞·克里斯緹那·維亞諾瓦相識並結婚，瑪麗亞對社會改革很感興趣，她的想法深刻地影響了阿本斯，而瑪麗亞本身也是家喻戶曉的人物。另一個影響阿本斯想法的人物是何塞·曼努埃·富杜尼，富杜尼是知名的共產黨員，後來成為阿本斯的顧問。1944年阿本斯受夠了烏維科的威權政權，阿本斯招集其他軍官圖謀與政府作對。烏維科1944年辭職下台後，阿本斯目睹了龐塞·維德斯威嚇國會，要求國會確保自身成為總統。受到龐塞·維德斯此舉激怒，阿本斯執行了顛覆龐塞·維德斯的政變行動，並成為與政府外部的群眾運動有密切聯繫的軍官。

### 土地改革
阿本斯帶領瓜地馬拉現代化最關鍵的計畫就是土地改革法案。在共產黨領袖與非共產黨經濟學家等幕僚的建議下，阿本斯親自草擬了土地改革法案。為了這份法案，阿本斯也曾請教過一些拉丁美洲經濟學家的意見。土地改革法案於1952年6月17日由國民議會通過，並立即生效。土地改革聚焦在把大地主未耕作的土地轉移給窮苦農民，讓窮苦農民有自己的農場。阿本斯也寄望土地改革能為接下來國家要進行的基礎建設計劃累積資本，因為在美國的指示下，世界銀行於1951年拒絕向瓜地馬拉發放貸款，使瓜地馬拉缺乏資本的急迫窘境更加火燒眉毛。
土地改革法案的官方名稱是900政令。900政令的影響下，只要大於673英畝（272公頃）的未耕作土地都會被政府徵收。若是地產大小介於672英畝（272公頃）到224英畝（91公頃）之間，則只有耕作面積小於三分之二的地產才會被政府徵收。地主會收到政府債券作為補償，債券的價值等同於被徵土地價值，而土地價值則是用1952年地主報稅時的價值來計算。地方政府會成立由勞資政三方組成的委員會來決定土地的重分配事宜。近35萬筆私有土地中，僅1710筆地目遭到徵收。政令本身按溫和資本主義框架設計；然而，由於政令施行相當急促，也造成零星任意沒入土地的情況。土地徵收時有一些暴力事件發生，包含徵收大地主土地時，也包含在徵收自有土地稍大的小農時。
至1954年，已有14,000,000英畝（5,700,000公頃）的土地完成徵收並重分配，約50萬人因900政令受惠得到土地，也就是當時六分之一的瓜地馬拉人口。 該政令還向收到土地者提供貸款。國家土地銀行（Banco Nacional Agrario，簡稱BNA）於1953年7月7日成立，至1954年6月，該行已發放9百萬美金的小額貸款。53,829名申請者收到平均約225美元的貸款，這個金額是1950年瓜地馬拉人均收入的兩倍。國家土地銀行出色的執行效率，就連素來不滿阿本斯的美國政府，其大使館內部文件也對該行讚譽有嘉。
這些小額貸款還款率很高，1953年3月至11月間放出3,371,185美元，1954年六月已經收回3,049,092美元法律還規定了通過重分配土地的道路必須被國有化，於是鄉村地區的連結程度大幅地提升。
結果異於謗政府者所料，900政令造成瓜地馬拉農業總體生產力小幅度提升，也提高了耕作面積。農用機械的購買量也呈現成長的情況。整體而言，900政令顯著地提升數以千計的農民家庭的生活品質，而瓜地馬拉原住民又占了這些受惠農民的多數。歷史學家皮耶羅·葛雷傑西認為，900政令任意徵收農地的不義，遠小於它所矯正的不義。而另一位歷史學家葛雷格·葛蘭丁則認為，900政令有很多方面的瑕疵，其中之一就是對種植園主太過謹慎、太過恭敬，還造成農民社群的分化。但這些改革仍代表瓜地馬拉內部出現權力移轉，利於以往被邊緣化的一群。

## 聯合果品公司

### 歷史

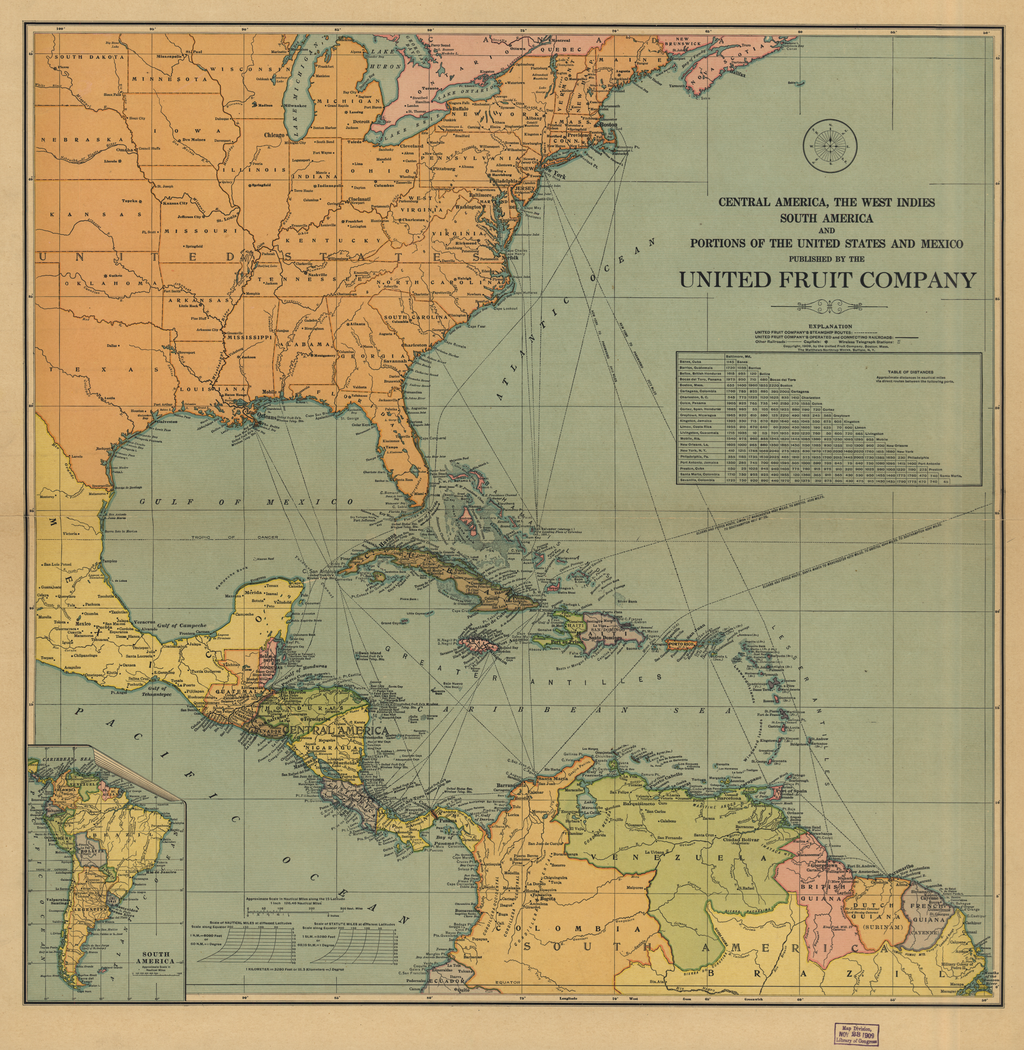
聯合果品公司＂白色艦隊＂的貿易航線圖。在獲得卡夫雷拉賦予大量特權下，聯合果品公司壟斷了巴里奧斯港的乘客與貨物運輸。

1899年，香蕉貿易公司（Banana-Trading Concerns）與波士頓水果公司兩家美國大型水果公司合併成立了聯合果品公司。聯合果品公司在中美洲持有大量土地與鐵道支撐其香蕉出口生意。1900年聯合果品公司成為世界最大香蕉出口商。到1930年聯合果品公司的營業資本達到兩億一千五百萬美金，並蟬連瓜地馬拉最大地主與最大雇主的頭銜數年。聯合果品公司得到卡夫雷拉等等瓜地馬拉總統授予特權後，瘋狂地拓展事業版圖。 這些特權通常都是以瓜地馬拉政府稅收盈餘為本換來的。聯合果品公司在1930年與1932年間豪爾赫·烏維科爭取權位時予以支持，而烏維科奪權成功後，也不忘此恩，表示願意簽暑極為有利聯合果品公司的新合約湧泉以報。新合約包括出租予該公司大片土地99年、免除所有稅金，並保證其他公司不能競爭這份合約。在烏維科統治期間，聯合果品公司根本沒有繳稅，傷害了瓜地馬拉政府應對大蕭條影響的能力。烏維科請託聯合果品公司把工資壓到日薪50美分，防止它處工人要求更高薪資。聯合果品公司也壟斷了巴里奧斯港，該港口是瓜地馬拉進出大西洋的唯一鎖鑰，使聯合果品公司得以從貨物往來中賺取暴利。至1950年聯合果品公司年收益達六千五百萬美元，是瓜地馬拉政府盈餘的兩倍。

### 革命的衝擊
由於聯合果品公司長期和獨裁者烏維科合作，1944年後被革命派視為瓜地馬拉進步的絆腳石。聯合果品公司對不同膚色員工的歧視政策，更惡化了公司的形象，而公司外派中美洲的美籍幹部，大多是習慣濕熱氣候的美國南部人，他們大多對種族歧視習以為常，所以也不對歧視政策感到詫異。樹大招風，作為瓜國最大的地主與最大的雇主，阿雷瓦洛改革對聯合果品公司的影響比對其他公司的影響大了許多。阿雷瓦洛時期的新勞動法讓勞工可以用罷工的方式追求更好的薪資與職業穩定性。聯合果品公司認為自己遭到改革特別針對，於是拒絕與多組罷工者協商，且慣性違反新勞動法。1952年阿本斯推動900政令，更使公司的危機雪上加霜，因為原本公司擁有的550,000英畝（220,000公頃）土地，僅15%有在耕作，剩下的閒置土地盡成了土地改革的標的。

### 遊說工作
遭到改革後，聯合果品公司對美國政府成員展開強力的遊說，促使國會議員、參議員批判瓜地馬拉政府沒有保護聯合果品公司的利益。瓜地馬拉政府卻回應說，聯合果品公司本來就是瓜國進步的最大障礙。美國歷史學家史提芬·史列辛格與史提芬·金澤觀察並評述道：「對瓜地馬拉人而言，他們的國家遭到外國資本無情地剝削，外國資本獲取巨大利益，但卻對瓜國福祉完全沒有貢獻」（"To the Guatemalans it appeared that their country was being mercilessly exploited  by foreign interests which took huge profits without making any contributions to the nation's welfare."）1953年，200,000英畝（81,000公頃）的未耕作土地被政府徵收，政府以每英畝2.99美元的金額補償聯合果品公司，這個金額是當初公司買地時出價的兩倍。此後政府又作了更多徵收動作，400,000英畝（160,000公頃）的土地被收歸國有，這次補償以聯合果品公司報稅時申告的地價計算補償金額。聯合果品公司自此對華盛頓展開更多的遊說，本來就與公司關係匪淺的國務卿約翰·福斯特·杜勒斯，更是遊說對象的重中之重。聯合果品公司更展開連年的公關行動，一面抹黑瓜地馬拉政府，另一面則找來精明的公關專家愛德華·伯內斯替公司擦脂抹粉，描繪公司成為受害者的可憐形象。德懷特·艾森豪在1952年選上總統後，聯合果品公司的公關行動更是快馬加鞭地進行。聯合果品公司委請鷹派色彩濃厚的克萊蒙聯合事務所（John A. Clements Associates）產生一份長達235頁批判瓜地馬拉政府的研究報告。後世的歷史學家評述這份研究報告充滿「誇張、無禮的描述及奇怪的歷史理論」但這份報告還是對當時的國會產生了強大的影響力。總而言之，聯合果品公司大概花了50萬美金影響與收買美國各式各樣的法律制定者與公僕，只為了推翻瓜地馬拉政府。

## 中央情報局介入煽動政變

### 政治動機
當然，美國決定在1954年推翻阿本斯政權不光只是因為聯合果品公司的遊說。瓜地馬拉革命期間，中美洲出現很多軍事政變並帶來很多堅定的反共政權。1950年陸軍少校奧斯卡·奧索里奧當選薩爾瓦多總統，1952年獨裁者富爾亨西奧·巴蒂斯塔掌握古巴大權。聯合果品公司在宏都拉斯也持有大筆土地，宏國自1932年以來都是由親美反共的政權治理。這些發展讓阿本斯政權與鄰國政權關係更加惡化，緊張情勢比當初阿雷瓦洛支持加勒比聯盟可說有過之而無不及。美國新成立的中央情報局對此也憂心忡忡。根據美國歷史學家李察·伊瑪曼表述，在冷戰初期，美國與中央情報局採取非黑即白的反共觀點。是故，即便阿雷瓦洛查禁共產黨，美國政府還是先入為主地認定革命派政府已遭共產黨滲透，將對美國構成危險。瓜地馬拉革命期間，流傳在美國政府部門間的各種報告與備忘錄更加鞏固了前述觀點。

### PBFORTUNE行動
杜魯門時期雖然美國政府深信瓜地馬拉政府已經被共產黨滲透，但至少到杜魯門任期結束之前，美方僅採取外交與經濟手段抑制共產黨的影響。1944年美方斷絕軍售瓜地馬拉，1951年更封鎖其他國家販售武器給瓜地馬拉。1952年杜魯門認為阿本斯政權已經到了不得不被推翻的地步，始著手草擬代號PBFORTUNE行動的顛覆計劃。該計劃的原型最早由索摩查提出，他聲稱只要給他足夠的武器，他就有辦法推翻阿本斯政權。杜魯門於是決行該計劃，並責成中央情報局執行之，計劃內容完全沒有知會美國國務院。中央情報局得令後開始籌備事宜，將一艘聯合果品公司的船隻裝滿武器、取得右翼反共獨裁者特魯希略與希門內斯的資金贊助，並找來卡洛斯·卡斯蒂略·阿馬斯統率準備入侵瓜地馬拉的軍隊。然而就在萬事俱備時，國務院發現了這份陰謀計劃，時任國務卿的迪安·艾奇遜以事跡敗露及干涉他國內政不利國家形象為由，力諫總統杜魯門，這才使美方放棄PBFORTUNE行動。

### PBSUCCESS行動

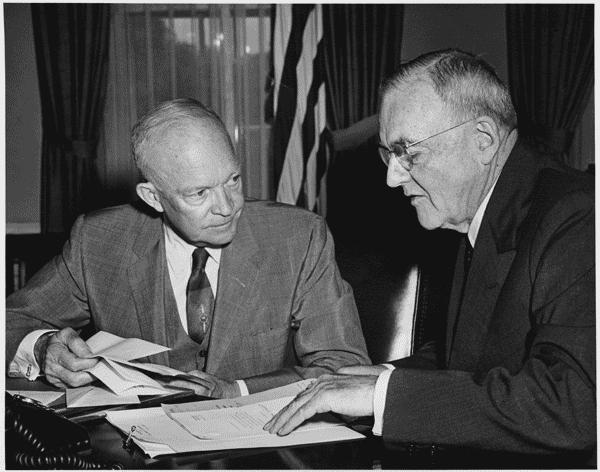
國務卿杜勒斯與美國總統艾森豪。

1952年11月，德懷特·艾森豪在競選中承諾更強硬的反共政策，當選美國總統。艾森豪的內閣中，國務卿及中央情報局主任的位子由與聯合果品公司過從甚密的杜勒斯兄弟檔約翰·福斯特·杜勒斯與艾倫·杜勒斯分別出任。在前述雙重因素作用下，美方推翻阿本斯的動機比以往更加強烈，內部阻力也更小了。
於是推翻阿本斯政權的想法又在美國政府死灰復燃，1953年8月艾森豪授權中央情報局執行代號PBSUCCESS行動的計劃。PBSUCCESS行動動用了約兩百七十萬美元做＂心理戰與政治行動＂。而PBSUCCESS行動的總預算估計則在五百萬美元至七百萬美元之間，整個計劃動員至少一百名中央情報局探員。PBSUCCESS行動的計劃內含一份暗殺名單，打算透過暗殺瓜地馬拉政府的政府要員使政變順利進行。中央情報局還彙編了一本載記各種暗殺要領的暗殺手冊、整理了一份軍政府該對付的人物清單。中央情報局在考量過含米格爾·伊迪戈拉斯·富恩特斯在內的幾位人選後，決定由卡洛斯·卡斯蒂略·阿馬斯來領導政變。同時，美國國務院也展開外交活動誤導其他國家，營造瓜地馬拉政府與共產黨、蘇俄關係良好的形象，避免其他國家對瓜地馬拉政府產生同情。到了1954年阿本斯已經因為武器不足而憂心如焚，決定從捷克斯洛伐克秘密地進口武器，這是首次有東方集團的國家輸出武器到美洲。中央情報局視瓜國此舉為最後一根稻草，決定立刻發動政變行動。

### 入侵
1954年6月18日，卡洛斯·卡斯蒂略·阿馬斯率領載有480人的車隊穿越宏都拉斯邊境進入瓜地馬拉。中央情報局提供了這些人武器，並在尼加拉瓜與宏都拉斯的軍營中將他們訓練成一支軍隊。基於行動的倉促導致招兵買馬的時間不足，這支軍隊在數量上還是遠遠不敵瓜地馬拉陸軍，所以中央情報局要求卡斯蒂略·阿馬斯的軍隊先駐紮在瓜地馬拉邊境，不直接發動地面進攻，而先對瓜國民眾與政府發動心理戰，使他們以為卡斯蒂略·阿馬斯的勝利是木已成舟的既定事實。心理戰包含讓教士佈道時順便進行反共宣傳、以中央情報局的飛機掃射數個城鎮、海上封鎖瓜地馬拉。中央情報局還派出飛機在瓜地馬拉全境到處灑放傳單、放送名為＂自由之聲＂（The Voice of Liberation）的無線電廣播頻道宣稱卡斯蒂略·阿馬斯將在短期內解放全國。 
卡斯蒂略·阿馬斯本來想突襲薩卡帕並攻打巴里奧斯港，但在進軍過程中遭到瓜地馬拉陸軍擊退。中央情報局的宣傳戰則還比地面進攻來得有成效，一名瓜地馬拉飛行員因此而變節，導致阿本斯擔心空軍大規模叛變而禁止自軍飛機起飛。中央情報局取得空優後，派出美國飛行員駕駛的飛機轟炸城鎮製造更強烈的心理效果。中央情報局本來為了減少美國介入的蹤跡使用老舊的二次大戰飛機，但不久後就發現這些飛機不適合轟炸任務，復向艾森豪申請添增兩架新型飛機，並在艾森豪、艾倫·杜勒斯與助理國務卿亨利·何蘭一番激辯後得到核准。 遭到空襲轟炸後，瓜地馬拉向聯合國申請調查，但遭美國在安理會說此為瓜國內部事務而投下否決票，聯合國於是對瓜國處境袖手旁觀。6月25日，中央情報局的飛機轟炸瓜地馬拉市，摧毀瓜國政府的油料庫。阿本斯聞訊，情急之下下令軍方配給武器給當地農民、工人。軍方於是抗命，還反過來要求阿本斯要不就辭職，不然就與卡斯蒂略·阿馬斯談判投降。
阿本斯自知若瓜地馬拉陸軍不支持，主戰也是毫無意義，只好在1954年6月27日辭職，將大權交予心腹狄亞茲·德·里昂中校。1954年7月7日，美國大使約翰·普里伏在薩爾瓦多主持仲裁，幾天後，卡洛斯·卡斯蒂略·阿馬斯進入軍政府並成為臨時總統。7月13日，美國承認新的瓜地馬拉軍政府。 兩個多月後，10月，瓜地馬拉舉行選舉，所有政黨都被禁止參選，參選人只有卡洛斯·卡斯蒂略·阿馬斯一人。毫無意外地，卡斯蒂略·阿馬斯取得99%的選票勝選。卡斯蒂略·阿馬斯當選後，瓜地馬拉施行當初在薩爾瓦多仲裁時擬好的憲法，新憲法取消革命時期的幾乎所有改革。

### 結果

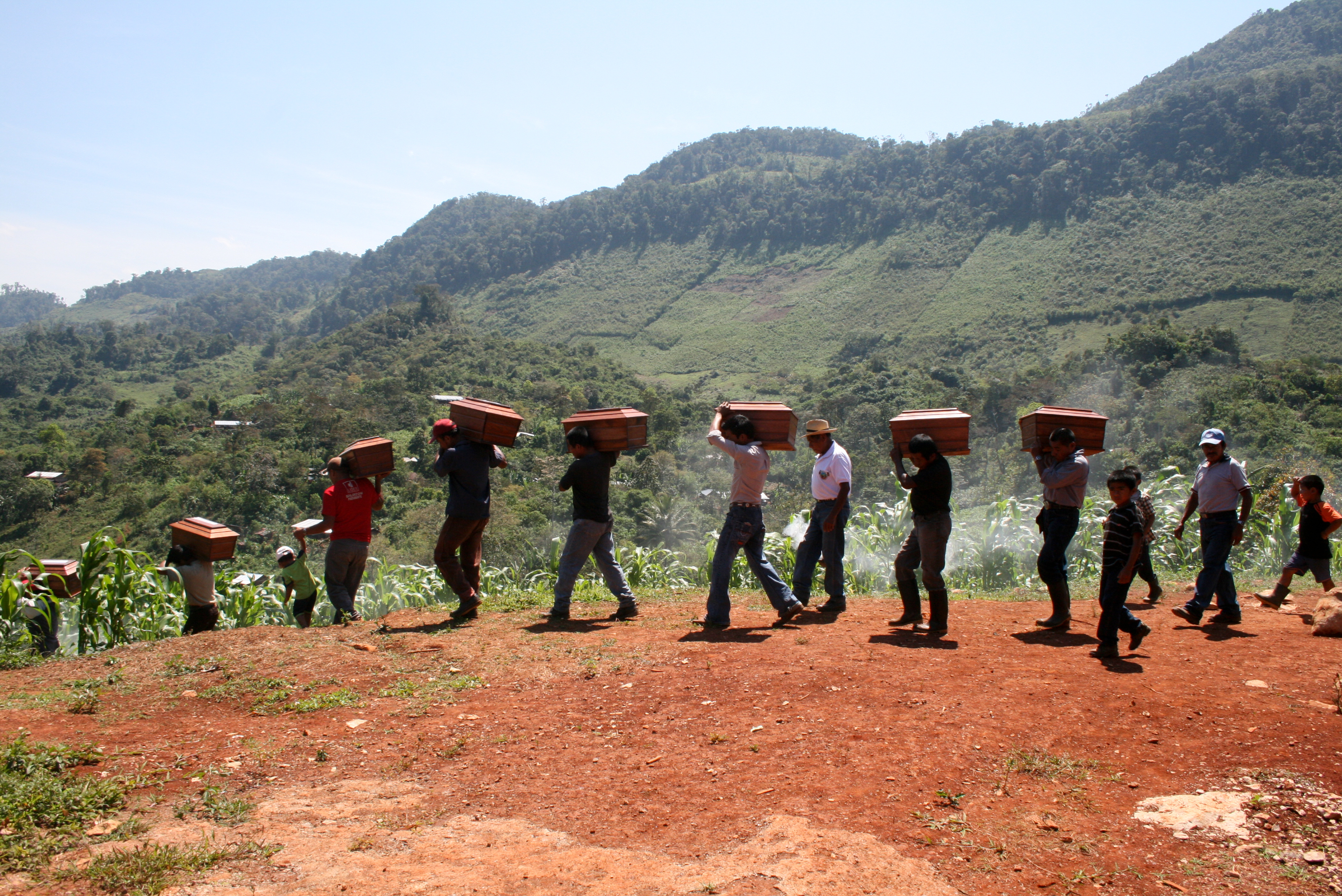
伊希爾瑪雅人扛著被掘出的親人屍體，這些屍體都是瓜地馬拉內戰製造出來的。

卡斯蒂略·阿馬斯取得政權後，數以百計的農民領袖遭到圍捕並被處決。歷史學家葛雷格·葛蘭丁稱：「今日的學界及瓜地馬拉知識份子之間已有共識，1954年的變局意味著西半球最壓抑國家的起點－這個國家要為二十萬百姓所遭受的凌虐與屠戮負責」（"There is general consensus today among academics and Guatemalan intellectuals that 1954 signaled the beginning of what would become the most repressive state in the hemisphere—a state responsible for the torture and murder of two hundred thousand of its citizens."）繼軍事獨裁復辟後，鄉村地區爆發一系列左派叛亂，這些叛亂很大程度上得到民眾支持，進而引爆了至1996年方休的瓜地馬拉內戰。這些叛亂活動團體中最具聲勢的是瓜地馬拉貧民軍，該組織全盛時期有二十七萬名成員。綿延36年的內戰導致二十萬民眾葬身戰火之中，人權狀況嚴重倒退，大量民眾遭到屠殺、強暴，空襲與被消失的情形更是屢見不鮮。歷史學家估計這段期間約有93%的反人權案件是由美國所支持軍方犯下，此中包含1980年代的瑪雅人種族屠殺。

## 註記
1. ↑  Gleijeses 1991，第3頁.
2. 1 2  Forster 2001，第29–32頁.
3. 1 2 3 4 5  Forster 2001，第12–15頁.
4. 1 2 3 4  Gleijeses 1991，第10–11頁.
5. ↑  Chapman 2007，第83頁.
6. 1 2  Forster 2001，第29頁.
7. ↑  Gleijeses 1991，第13頁.
8. ↑  Gleijeses 1991，第17頁.
9. ↑  Gleijeses 1991，第15頁.
10. ↑  Gleijeses 1991，第19頁.
11. ↑  Gleijeses 1991，第20頁.
12. ↑  Immerman 1982，第37頁.
13. ↑  Gleijeses 1991，第22頁.
14. ↑  Forster 2001，第19頁.
15. 1 2  Immerman 1982，第36–37頁.
16. 1 2  Forster 2001，第84頁.
17. 1 2  Gleijeses 1991，第24–25頁.
18. ↑  Immerman 1982，第38–39頁.
19. ↑  Forster 2001，第84–85頁.
20. ↑  Forster 2001，第86頁.
21. ↑  Gleijeses 1991，第27頁.
22. 1 2 3  Forster 2001，第86–89頁.
23. 1 2  Immerman 1982，第40頁.
24. 1 2 3 4  Forster 2001，第89–91頁.
25. ↑  Gleijeses 1991，第27–28頁.
26. ↑  Immerman 1982，第42頁.
27. 1 2  Gleijeses 1991，第50頁.
28. 1 2  Gleijeses 1991，第28–29頁.
29. ↑  Gleijeses 1991，第30–31頁.
30. 1 2  Gleijeses 1991，第32–33頁.
31. ↑  Immerman 1982，第44–45頁.
32. ↑  Gleijeses 1991，第33–35頁.
33. ↑  Gleijeses 1991，第36頁.
34. 1 2 3 4  Immerman 1982，第45–45頁.
35. ↑  Gleijeses 1991，第36–37頁.
36. ↑  Schlesinger & Kinzer 1999，第38頁.
37. 1 2 3  Immerman 1982，第46–49頁.
38. ↑  Immerman 1982，第52頁.
39. 1 2  Forster 2001，第97頁.
40. ↑  Forster 2001，第98頁.
41. 1 2 3 4  Forster 2001，第98–99頁.
42. 1 2 3 4  Forster 2001，第99–101頁.
43. ↑  Immerman 1982，第54頁.
44. ↑  Immerman 1982，第49頁.
45. ↑  Immerman 1982，第49–50頁.
46. ↑  Immerman 1982，第50–51頁.
47. ↑  Gleijeses 1991，第50–54頁.
48. ↑  Gleijeses 1991，第55–59頁.
49. ↑  Gleijeses 1991，第59–69頁.
50. 1 2 3  Gleijeses 1991，第73–84頁.
51. ↑  Immerman 1982，第60–61頁.
52. 1 2 3  Gleijeses 1991，第134–148頁.
53. 1 2  Immerman 1982，第61–67頁.
54. 1 2 3  Immerman 1982，第64–67頁.
55. ↑  Gleijeses 1991，第144–146頁.
56. 1 2 3 4 5 6 7 8 9 10 11 12 13  Gleijeses 1991，第149–164頁.
57. ↑  Grandin 2000，第200–201頁.
58. ↑  Immerman 1982，第68–70頁.
59. ↑  Schlesinger & Kinzer 1999，第65–68頁.
60. 1 2 3  Immerman 1982，第68–72頁.
61. 1 2 3  Schlesinger & Kinzer 1999，第67–71頁.
62. 1 2  Immerman 1982，第73-76頁.
63. ↑  Schlesinger & Kinzer 1999，第71頁.
64. 1 2 3  Immerman 1982，第75–82頁.
65. 1 2 3 4  Schlesinger & Kinzer 1999，第72–77頁.
66. ↑  Schlesinger & Kinzer 1999，第78–90頁.
67. 1 2 3  Schlesinger & Kinzer 1999，第90–97頁.
68. 1 2  Gleijeses 1991，第222–225頁.
69. 1 2  Immerman 1982，第82–100頁.
70. ↑  Immerman 1982，第109–110頁.
71. 1 2 3 4  Schlesinger & Kinzer 1999，第102頁.
72. 1 2  Gleijeses 1991，第228–231頁.
73. ↑  Immerman 1982，第122–127頁.
74. 1 2 3  Cullather 1997.
75. 1 2  Immerman 1982，第138–143頁.
76. ↑  Immerman 1982，第144–150頁.
77. ↑  Gleijeses 1991，第280–285頁.
78. 1 2  Immerman 1982，第155–160頁.
79. 1 2 3 4 5  Immerman 1982，第161–170頁.
80. 1 2 3 4  Schlesinger & Kinzer 1999，第171–175頁.
81. ↑  Immerman 1982，第168–173頁.
82. 1 2 3 4  Schlesinger & Kinzer 1999，第190–204頁.
83. 1 2 3 4 5  Immerman 1982，第173–178頁.
84. ↑  Schlesinger & Kinzer 1999，第216頁.
85. ↑  Schlesinger & Kinzer 1999，第224–225頁.
86. ↑  Grandin 2000，第198頁.
87. 1 2 3 4  McAllister 2010.

## 延伸閱讀
- Cullather, Nicholas.  2nd. Stanford University Press. 2006. ISBN 978-0-8047-5468-2.
- Gleijeses, Piero. . Journal of Latin American Studies (Cambridge University Press). October 1989, 21 (3): 453–480. JSTOR 156959.
- Handy, Jim. . University of North Carolina Press. 1994  [2017-08-10]. ISBN 978-0-8078-4438-0. （原始内容存档于2020-08-13）.
- Jonas, Susanne.  5th. Westview Press. 1991. ISBN 978-0-8133-0614-8.
- Krehm, William. . COMER Publications. 1999. ISBN 978-1-896266-81-7.
- Loveman, Brian; Davies, Thomas M.  3rd, revised. Rowman & Littlefield. 1997. ISBN 978-0-8420-2611-6.
- Rabe, Stephen G. . University of North Carolina Press. 1988. ISBN 978-0-8078-4204-1.
- Streeter, Stephen M. . Ohio University Press. 2000. ISBN 978-0-89680-215-5.
- Striffler, Steve; Moberg, Mark. . Duke University Press. 2003. ISBN 978-0-8223-3196-4.
- Trefzger, Douglas W. . International Social Science Review (Pi Gamma Mu, International Honor Society in Social Sciences). 2002, 77 (1/2): 32–46. JSTOR 41887088.